# Port lotniczy Kogałym
Port lotniczy Kogałym IATA: KGP, ICAO: USRK – port lotniczy położony 9 km na południowy wschód od centrum miasta Kogałym, w autonomicznym Okręgu Chanty-Mansyjskim – Jurga, w Rosji.

## Kierunki lotów i linie lotnicze
| Linia lotnicza | Kierunek                           |
| -------------- | ---------------------------------- |
| S7 Airlines    | 1. Nowosybirsk                     |
| UTair Aviation | 1. Moskwa-Wnukowo 2. Samara 3. Ufa |
| Yamal Airlines | 1. Jekaterynburg                   |